# بهینه سازی در مهندسی شیمی
|  |

بهینه‌سازی فرایندها در مهندسی شیمی، شامل بهبود کارایی و کاهش هزینه‌ها، افزایش بهره‌وری و بهینه‌سازی پارامترهای مرتبط با فعالیت‌های شیمیایی است. این بهبودها می‌تواند در تولید محصولات شیمیایی، پالایش نفت، تصفیه آب و سایر فرایندهای صنعت شیمی مورد استفاده قرار گیرد. هدف اصلی از بهینه‌سازی، ارتقای عملکرد فرایندها و افزایش عملکرد اقتصادی آنهاست. با استفاده از تکنیک‌هایی مانند تحلیل حساسیت، طراحی آزمایش‌ها، بهینه‌سازی ریاضی و شبیه‌سازی‌های محاسباتی، می‌توان به طراحی بهتر فرایندها و بهبود نتایج در دستیابی به اهداف مورد نظر دست یافت.

## نمونه‌هایی از کاربردهای بهینه سازی
بهینه‌سازی در فرایندها و کارخانه‌های شیمیایی می‌تواند در انواع مختلفی اعمال شودکه در ادامه به معرفی آنها پرداخته می‌شود.
مشخص کردن بهترین مکان برای ساخت یک کارخانه، یافتن مسیر تانکرها برای توزیع محصولات اعم از خام و پالایش شده، تعیین سایز و طراحی یک شبکه لوله‌کشی، طراحی تجهیزات و کارخانه به‌طور کامل، برنامه‌ریزی نگهداری و جایگزینی تجهیزات، بهینه‌سازی عملکرد تجهیزات مانند رآکتور پلاگ، ستون‌ها و جذب کننده‌ها، تحلیل داده‌های کارخانه برای ساختن مدل از فرایند، به حداقل رساندن هزینه‌های موجود، تخصیص منابع و خدمات در بین چندین فرایند و برنامه‌ریزی و زمان‌بندی ساختمان.
این مثال‌ها و موارد دیگر که در اینجا ذکر نشده‌اند، باعث می‌شوند تا با متغیرها، توابع هدف و محدودیت‌های بهینه‌سازی در مسائل مرتبط با فرایندها و کارخانه‌های صنایع شیمیایی آشنا شویم.

## روش کلی برای حل مسائل بهینه سازی
برای حل مسائل بهینه سازی رویکردی کلی داریم که می‌تواند شامل مراحل زیر باشد
تعریف مسئله: مشخص کردن متغیرها، توابع هدف و محدودیت‌ها.
مدل‌سازی: تبدیل مسئله به یک مدل ریاضی که امکان حل ریاضی دارد.
انتخاب کردن روش حل: انتخاب روش یا الگوریتم مناسب برای حل مسئله بهینه‌سازی.
اجرای الگوریتم: اعمال روش بر روی مدل ریاضی و به دست آوردن جواب به صورت تقریبی یا دقیق.
تحلیل و ارزیابی جواب: بررسی و تحلیل جواب حاصل و ارزیابی اینکه آیا جواب بهینه است یا خیر.
تفسیر و استفاده از نتایج: تفسیر نتایج به دست آمده و استفاده از آن در تصمیم‌گیری‌ها و بهبود فرآیندهای مد نظر.
این روش کلی برای حل مسائل بهینه‌سازی قابل تطبیق و اعمال برای مسائل مختلف است و بسته به خصوصیات هر مسئله و الگوریتم‌ها، جزئیات و مراحل بیشتری نیز ممکن است وارد شوند.

## انواع بهینه سازی

### بهینه سازیتوپولوژیکی(Topological Optimization)
بهینه‌سازی توپولوژیکی در طراحی فرایندهای صنعتی به معنای تحلیل و بهبود ساختار و ترتیب دستگاه‌ها و تجهیزات در یک فرایند است. در این روش، ابتدا ساختار فعلی فرایند مورد بررسی قرار می‌گیرد و سپس با هدف بهبود کارایی و کاهش هزینه‌ها، ساختار بهینه جدیدی برای فرایند ایجاد می‌شود. بهینه‌سازی توپولوژیکی به مهندسان کمک می‌کند تا به سوالات زیر پاسخ دهند: آیا می‌توان عناصر غیرضروری را حذف کرد؟ آیا می‌توان تجهیزات را جابجا کرد یا حتی حذف کرد؟ آیا می‌توان از روش‌ها و تنظیمات جدید برای بهبود عملکرد استفاده کرد؟ و در نهایت، به چه اندازه می‌توان بهبود ترمودینامیکی فرایند را ارتقا داد؟
به‌طور خلاصه، بهینه‌سازی توپولوژیکی در طراحی فرایندهای صنعتی به مهندسان کمک می‌کند تا با تغییر ساختار و ترتیب دستگاه‌ها و تجهیزات، بهبود کارایی و کاهش هزینه‌ها را در فرایند مورد نظر خود دست یابند.

### بهینه سازی پارامتری(Parametric Optimization)
بهینه‌سازی پارامتری به معنای بهبود و بهینه‌سازی متغیرهای عملیاتی یک فرایند یا تجهیز خاص است. در این روش، ابتدا متغیرهای تصمیم‌گیری که می‌توانند در شرایط عملیاتی مورد تغییر یا بهبود قرار بگیرند، شناسایی می‌شوند. سپس با استفاده از شرایط عملیاتی و هدف کلی مورد نظر، یک تابع هدف منحصر به فرد برای این متغیرهای تصمیم‌گیری تعیین می‌شود. بهینه‌سازی پارامتری نیازمند تخصیص مناسب زمان و تلاش برای بهبود متغیرهای کلیدی است. در بهینه‌سازی فرایندهای شیمیایی، بررسی شرایط عملیاتی مختلف بسیار مهم است. به عنوان مثال، در بهینه‌سازی یک راکتور شیمیایی، عوامل مهمی مانند سینتیک و ترمودینامیک واکنش، حجم راکتور، زمان واکنش، نحوه ساختاردهی راکتور، انتقال حرارت در راکتور، استفاده از کاتالیزور‌ها، انتخابیت و بهره‌وری واکنش و همچنین عواملی مانند پاکسازی و جداسازی مواد و ترکیب‌ها باید مورد بررسی قرار گیرند.

## مسائل بهینه سازی

### بهینه سازی پیوسته
حالت استاندارد مسئله بهینه‌سازی پیوسته به شکل زیر است:
{\displaystyle \${\begin{array}{ll}{\underset {x}{\operatorname {minimize} }}&f(x)\\{\text{ subject to }}&g_{i}(x)\leq 0,\quad i=1,\ldots ,m\\&h_{i}(x)=0,\quad i=1,\ldots ,p\end{array}}}
به نحوی که:
- {\displaystyle \$f(x):\mathbb {R} ^{n}\rightarrow \mathbb {R} } تابع مورد نظر ماست که می‌خواهیم بر روی x کمترین مقدار ممکن شود.
- {\displaystyle \$g_{i}(x)\leq 0}محدودیت نابرابری نام دارد.
- {\displaystyle \$h_{i}(x)=0} محدودیت تساوی نام دارد.

بر اساس قرارداد، شکل استاندارد یک مسئله کمینه کردن توصیف می‌کند. یک مسئله بیشینه کردن را می‌توان با منفی کردن تابع هدف به دست آید.

## الگوریتم‌ها

### روش تصنیف یاروش دوبخشی(Bisection Method)
شیوه انجام روش تصنیف به صورت زیر است:
- بازه شروع {\displaystyle \$\left[a_{0},b_{0}\right]\$} را انتخاب کنید به نحوی که{\displaystyle \$f\left(a_{0}\right)f\left(b_{0}\right)<0\$}
- نقطه میانی{\displaystyle \$f\left(m_{0}\right)\$} که{\displaystyle \$m_{0}=\left(a_{0}+b_{0}\right)/2\$}  را حساب کنید.

۱. زیر بازه[a,b] را مشخص کنید:
- اگر {\displaystyle \$f\left(a_{0}\right)f\left(m_{0}\right)<0\$} سپس  {\displaystyle \$\left[a_{1},b_{1}\right]\$} به عنوان بازه بعد در نظر گرفته می‌شود که {\displaystyle \$b_{1}=m_{0},a_{1}=a_{0}\$}.
- اگر {\displaystyle \$f\left(b_{0}\right)f\left(m_{0}\right)<0\$} سپس {\displaystyle \$\left[a_{1},b_{1}\right]\$} به عنوان بازه بعد در نظر گرفته می‌شود که {\displaystyle \$b_{1}=b_{0},a_{1}=m_{0}\$}.

۲. مرحله ۲ و ۳ را تا زمانی که طول بازه {\displaystyle \$\left[a_{N},b_{N}\right]\$} به یک عدد از پیش مقرر شده برسد، تکرار کنید.
۳. نقطه میانی {\displaystyle \$m_{N}=\left(a_{N}+b_{N}\right)/2\$} را محاسبه کنید.
طبق قضیه مقدار میانی، یک جواب برای معادله f(x)=۰ در بازه {\displaystyle \$\left[a,b\right]\$} تضمین شده‌است که f(x) در بازه [a,b] پیوسته بوده و {\displaystyle \$f\left(a\right)f\left(b\right)<0\$} .

### روش وتری(Secant Method)
روش وتری بسیار شبیه به روش تصنیف می‌باشد و عمده تفاوت در بخش تقسیم زیر بازه است.
الگوریتم این روش به ترتیب زیر است:
- بازه شروع {\displaystyle \$\left[a_{0},b_{0}\right]\$} را انتخاب کنید به نحوی که{\displaystyle \$f\left(a_{0}\right)f\left(b_{0}\right)<0\$}.
- مقدار f(x) را به دست آورید که {\displaystyle \$x_{0}\$} با خط وتر{\displaystyle \$x_{0}=a_{0}-f\left(a_{0}\right){\frac {b_{0}-a_{0}}{f\left(b_{0}\right)-f\left(a_{0}\right)}}\$} داده می‌شود.
- زیر بازه بعد را [a,b] تعیین می‌کنیم به صورت :

```
 ۱. اگر 

  

    

      

        
$

        
f

        

          
(

          

            
a

            

              
0

            

          

          
)

        

        
f

        

          
(

          

            
x

            

              
0

            

          

          
)

        

        
<

        
0

        
$

      

    

    
{\displaystyle \$f\left(a_{0}\right)f\left(x_{0}\right)<0\$}

  

 آنگاه [a,b] به عنوان بازه بعد در نظر گرفته می‌شود که در آن 

  

    

      

        
$

        

          
b

          

            
1

          

        

        
=

        

          
x

          

            
0

          

        

        
$

      

    

    
{\displaystyle \$b_{1}=x_{0}\$}

  

 و 

  

    

      

        
$

        

          
a

          

            
1

          

        

        
=

        

          
a

          

            
0

          

        

        
$

      

    

    
{\displaystyle \$a_{1}=a_{0}\$}

  

.
 ۲. اگر 

  

    

      

        
$

        
f

        

          
(

          

            
b

            

              
0

            

          

          
)

        

        
f

        

          
(

          

            
x

            

              
0

            

          

          
)

        

        
<

        
0

        
$

      

    

    
{\displaystyle \$f\left(b_{0}\right)f\left(x_{0}\right)<0\$}

  

 آنگاه [a,b] به عنوان بازه بعد در نظر گرفته می‌شود که در آن 

  

    

      

        
$

        

          
b

          

            
1

          

        

        
=

        

          
b

          

            
0

          

        

        
$

      

    

    
{\displaystyle \$b_{1}=b_{0}\$}

  

 و 

  

    

      

        
$

        

          
a

          

            
1

          

        

        
=

        

          
x

          

            
0

          

        

        
$

      

    

    
{\displaystyle \$a_{1}=x_{0}\$}

  

.
```

- مرحله ۲ و ۳ را تا زمانی که طول بازه {\displaystyle \$\left[a_{N},b_{N}\right]\$} به یک عدد از پیش مقرر شده برسد، تکرار کنید.
- مقدار {\displaystyle \$x_{N}\$} را در {\displaystyle \$N\$} اٌمین تکرار x به دست آورید.

طبق قضیه مقدار میانی، یک جواب برای معادله f(x)=۰ در بازه {\displaystyle \$\left[a,b\right]\$} تضمین شده‌است که f(x) در بازه [a,b] پیوسته بوده و {\displaystyle \$f\left(a\right)f\left(b\right)<0\$} .